# Monotes kerstingii
Espèce
Synonymes
- Caraipa africana Oliv.[1]

Monotes kerstingii est une espèce de plantes à fleurs de la famille des Dipterocarpaceae et du genre Monotes, présente en Afrique tropicale.
Son épithète spécifique kerstingii rend hommage au docteur Hermann Kersting (de) (1863-1937), administrateur  colonial au Togo et collecteur de plantes en Afrique.

## Description
C'est un arbuste ou petit arbre de 3 à 6 m de hauteur, mais pouvant atteindre 15 m. Les feuilles sont simples, elliptiques ou oblongues, légèrement cordées à base, de 7-12 cm de long et 4-7 cm de large, duveteuses. Les fleurs sont d'un blanc jaunâtre, tomenteuses, en petites cymes axillaires groupées en racèmes.

## Distribution
L'espèce est présente en Afrique tropicale, au Sénégal, au Bénin, au Mali jusqu'en république centrafricaine, au sud du Soudan, au nord de l'Ouganda.

## Habitat
On la rencontre dans la savane arborée, dans les galeries forestières, sur les pentes des vallées ou des ravins, surplombant des marigots.

## Utilisation
Récoltée à l'état sauvage, elle est utilisée comme bois de chauffe ou pour faire du charbon de bois. Sa forme inappropriée et sa taille réduite ne permettent pas de l'utiliser facilement, mais ce bois est apprécié localement pour sa dureté et sa résistance.
En médecine traditionnelle on prépare des décoctions à partir de l'écorce, des feuilles ou des racines pour traiter diverses affections : dysenterie, diarrhée, jaunisse. On en fait également des applications sur les abcès et les fractures.